# Flora Zambesiaca
Flora Zambesiaca és un projecte botànic permanent dirigit a la consecució d'una relació completa de les plantes amb flors i falgueres de la conca del riu Zambezi que cobreix Zàmbia, Malawi, Moçambic, Zimbàbue, Botswana i la Franja de Caprivi. Va ser recollit en un llibre del mateix nom publicat pel Reial Jardí Botànic de Kew. El treball es publica en parts o en volums sencers quan es completen les famílies corresponents, i fins 2012 s'han descrit unes 24.500 espècies vegetals.
La majoria de les plaques de línia d'il·lustració en el primer volum van ser per Miss L. M. Ripley i Miss G. W. Dalby.
El projecte "Flora Zambesiaca" va ser posat en marxa el 1950 per Arthur Wallis Exell quan va tornar al Museu Britànic des de les seves activitats de guerra amb la Seu de comunicacions del govern al Bletchley Park. Va ser coeditor de Flora Zambesiaca a partir de 1962. El present estudi està sota la direcció de Jonathan Timberlake, que treballa a l'Herbari del Reial Jardí Botànic de Kew.